# Jelsi
Jelsi es una localidad y comune italiana de la provincia de Campobasso, región de Molise, con 1.917 habitantes.

## Evolución demográfica
| Gráfica de evolución demográfica de Jelsi entre 1861 y 2001 |
|                                                             |
| Fuente ISTAT - elaboración gráfica de Wikipedia             |